# Hartmeyeria formosa
Hartmeyeria formosa is een zakpijpensoort uit de familie van de Pyuridae. De wetenschappelijke naam van de soort is, als Cynthia formosa, voor het eerst geldig gepubliceerd in 1881 door W.A. Herdman.